# Emily Rudd
Emily Ellen Rudd (Saint Paul, 24 febbraio 1993) è un'attrice statunitense.
È nota per aver interpretato il doppio ruolo di Cindy e Abigail Berman nella serie horror Netflix Fear Street (2021) e quello di Nami nella serie Netflix One Piece (2023).

## Biografia
Emily Rudd è nata a Saint Paul, in Minnesota, figlia di Michelle e Jeffrey Rudd. Ha un fratello maggiore, Dan. Nei suoi primi anni in Minnesota, ha frequentato la Saint Paul School. Ha iniziato a interessarsi alla recitazione sin dalla tenera età, così una volta terminati gli studi, si è diplomata in arti dello spettacolo e ha deciso di intraprendere la carriera artistica. Inizialmente ha cominciato a lavorare come modella nella sua città natale, per poi diventare attrice.
Rudd ha iniziato la sua carriera apparendo in numerosi video musicali e cortometraggi, a partire dall'inizio della metà degli anni 2010. Nel 2017, è apparsa nel film televisivo Sea Change e ha ottenuto ruoli minori in spettacoli come Electric Dreams di Philip K. Dick. Nel 2018 appare nella serie antologica di Amazon Prime The Romanoffs.
Nel 2021, Rudd è apparsa in Fear Street Parte 2: 1978 e Fear Street Parte 3: 1666 nei doppi ruoli di Cindy Berman e Abigail, considerati la sua svolta nel cinema. È stata anche scelta per un ruolo ricorrente in Hunters.  Lo stesso anno viene annunciato che avrebbe interpretato Nami nella serie Netflix basata sul popolare manga One Piece, uscita nel 2023. Nel 2022, è apparsa nel film di fantascienza commedia romantica Sognando Marte. Nel 2024, Rudd ha iniziato a recitare in adattamenti anime con il ruolo di Marcille Donato, un'ansiosa maga elfa, nel doppiaggio inglese di Delicious in Dungeon.

## Vita privata
Rudd ha avuto una relazione con il produttore di musica dance elettronica Justin Blau (3LAU) dal 2015 al 2021. Si sono conosciuti quando lei ha recitato nel suo video musicale per "We Came To Bang". Sette mesi dopo, i due hanno iniziato a frequentarsi.

## Filmografia

### Attrice

#### Cinema
- Secret Santa, regia di Andrew Bowser e Jamie Russell - cortometraggio (2014)
- Eye for an Eye: A Séance in VR, regia di Elia Petridis - cortometraggio (2016)
- House Mother, regia di Andrew Bowser - cortometraggio (2017)
- Harper Shadow, regia di Nik Kleverov - cortometraggio  (2018)
- Spooky Games!, regia di Ryan Blewett - cortometraggio  (2018)
- Fear Street Parte 1: 1994, regia di Leigh Janiak (2021) – non accreditata
- Fear Street Parte 2: 1978, regia di Leigh Janiak (2021)
- Fear Street Parte 3: 1666, regia di Leigh Janiak (2021)
- Sognando Marte (Moonshot), regia di Christopher Winterbauer (2022)

#### Televisione
- Sea Change, regia di Chris Grismer – film TV (2017)
- Philip K. Dick's Electric Dreams – serie TV, episodio 1x09 (2018)
- The Romanoffs – serie TV, episodio 1x04 (2018)
- Olive Forever – serie TV, episodio 1x01 (2018)
- Dynasty – serie TV, 4 episodi (2020)
- Hunters – serie TV, 7 episodi (2023)
- One Piece – serie TV, 8 episodi (2023-2024)

#### Videoclip
- Boy & Bear Three Headed Woman (2013)
- 3LAU feat. Luciana We Came to Bang (2014)
- Brandon Flowers Can't Deny My Love (2015)
- Röyksopp I Had This Thing (2015)
- The Paper Kites Revelator Eye (2015)
- Dillon Francis & Skrillex Bun Up The Dance,
- DJ Snake feat. Justin Bieber Let Me Love You (2016)
- 3LAU Touch (2018)

### Doppiatrice

#### Cinema
- Leo, regia di Robert Marianetti, Robert Smigel e David Wachtenheim (2023)

#### Televisione
- Agent Elvis – serie TV, episodio 7 (2023) – non accreditata
- Dungeon Food (Dungeon Meshi) – serie TV (2024)

## Doppiatrici italiane
Nelle versioni in italiano delle opere in cui ha recitato, Emily Rudd è stata doppiata da:
- Federica D'Angelis in Fear Street Parte 2: 1978[9], Fear Street Parte 3: 1666[10]
- Margherita De Risi in Sognando Marte[11]
- Giulia Franceschetti in Hunters[12]
- Francesca Manicone in Dynasty[13]
- Sara Ferranti in The Romanoffs[14]
- Veronica Puccio[15] in One Piece

Da doppiatrice è sostituita da:
- Valentina Pallavicino in Dungeon Food